# Hærkommandoen
Hærkommandoen er én af syv stabe i Forsvarskommandoen. Har hjemme i Karup, hvor Flyverstaben & Marinestaben også har hjemme. 
Hærkommandoen er en del af forsvaret og er efterfølgeren til Hærstaben i Værnsfælles Forsvarskommando som efterfulgte Hærens Operative Kommando.
| Militær | Spire Denne artikel om militær er en spire som bør udbygges. Du er velkommen til at hjælpe Wikipedia ved at udvide den. |